# Pierre-Étienne Moitte
Pierre-Étienne Moitte, né à Paris le 1er janvier 1722 et mort à Paris le 4 septembre 1780 , est un peintre, mais est surtout connu comme graveur à la pointe sèche et au burin français

## Biographie
Pierre-Étienne Moitte naît à Paris le 1er janvier 1722.
Il est reçu à l'Académie royale de peinture et de sculpture en 1770 en offrant comme morceau de réception un portrait de Restout gravé à partir d'un pastel de Quentin de La Tour.
Il a gravé de nombreux tableaux ; Jean-Baptiste Greuze lui a confié quelques-uns des siens dont Le donneur de sérénade et la paresseuse; il a gravé le portrait de Duhamel du Monceau dont Denis Diderot a fait l'éloge.
Il grava également sous le nom de Partie de plaisirs (coll. part.) la copie (musée des Beaux-Arts de Boston) du Déjeuner de jambon de Nicolas Lancret, commandé en 1734 afin de décorer avec son pendant Le Déjeuner d'huîtres par de Jean-François De Troy (les deux datés de 1735 - musée Condé de Chantilly), la salle à manger des petits appartements du château de Versailles. jusqu'en 1768. Cette réplique autographe, plus petite et avec quelques variantes, fut commandée au peintre par le financier collectionneur Ange Laurent Lalive de Jully.
Pierre-Étienne Moitte meurt à Paris le 4 septembre 1780.

## Famille
Il épouse Marie Vitray. Le couple donne naissance à deux filles et quatre fils qui ont suivi la carrière des arts. 
Les deux filles, Angélique-Rose et Élisabeth-Mélanie, ont cultivé la gravure, ainsi qu'un fils, François-Auguste Moitte (né en 1744), qui a gravé une suite de divers habillements suivant les costumes d'Italie, d'après Greuze, et la Récréation de table, d'après Jordaens.
Un autre fils, Jean-Guillaume Moitte a été sculpteur. 
Le troisième fils, Jean-Baptiste-Philibert Moitte (Paris, 1754-Dijon, 18 décembre 1808) a été architecte , mort professeur à l'Académie de Dijon. 
Le quatrième, Alexandre  Moitte, a été professeur de dessin à l'école de cavalerie de Saint-Germain-en-Laye.

## Galerie

Gravures de Pierre-Étienne Moitte
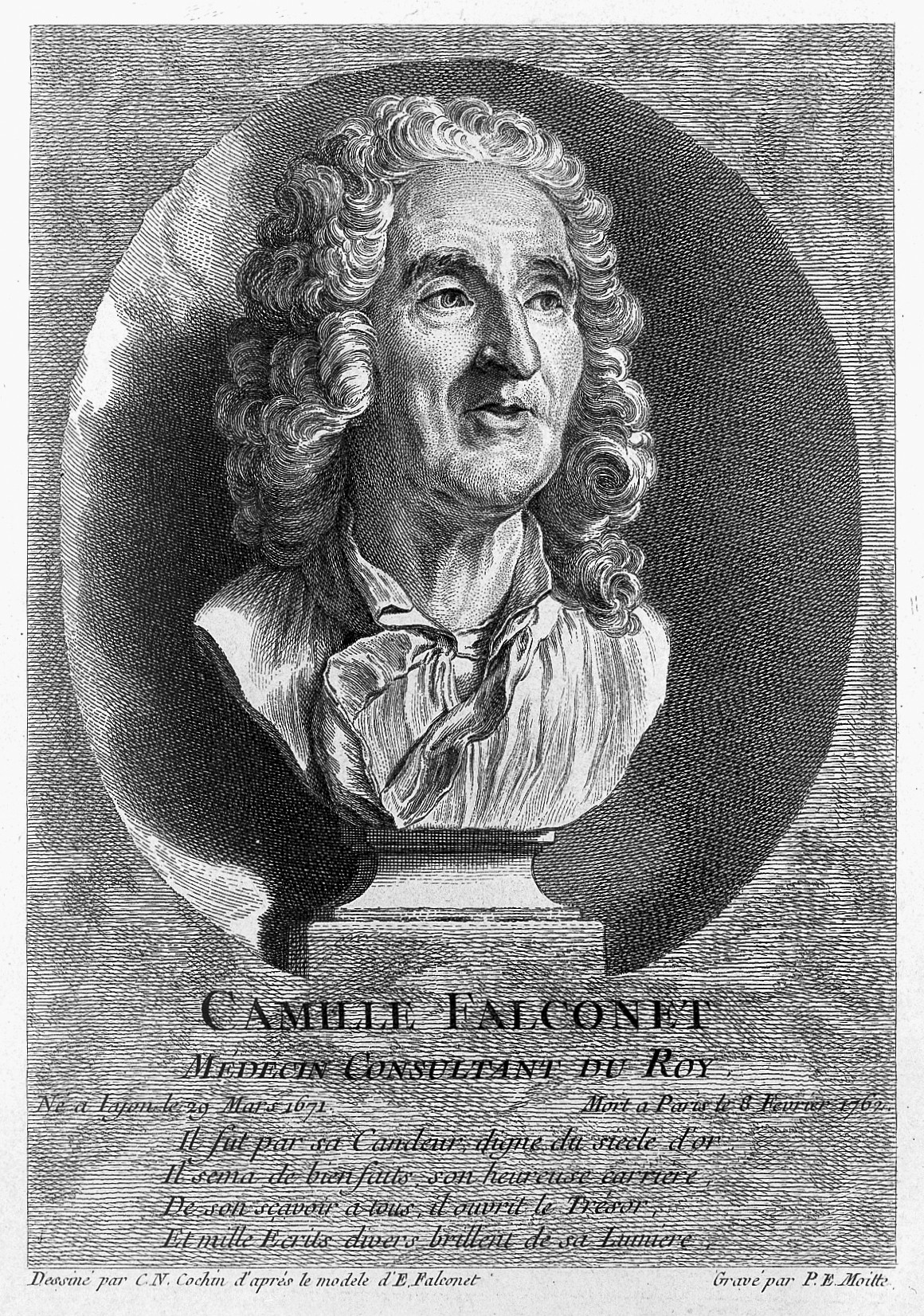
Portrait de Camille Falconet, Wellcome Collection.
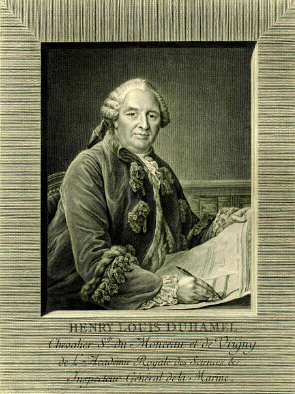
Duhamel du Monceau, École nationale supérieure des beaux-arts.
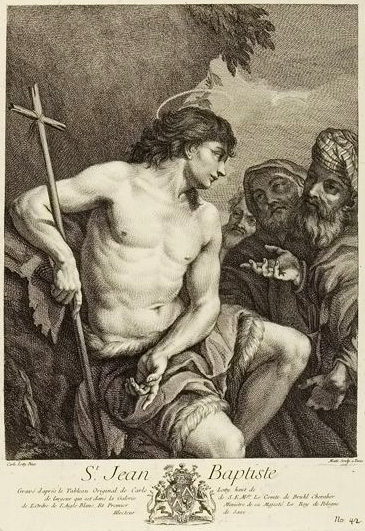
Saint Jean-Baptiste, Fogg Art Museum.
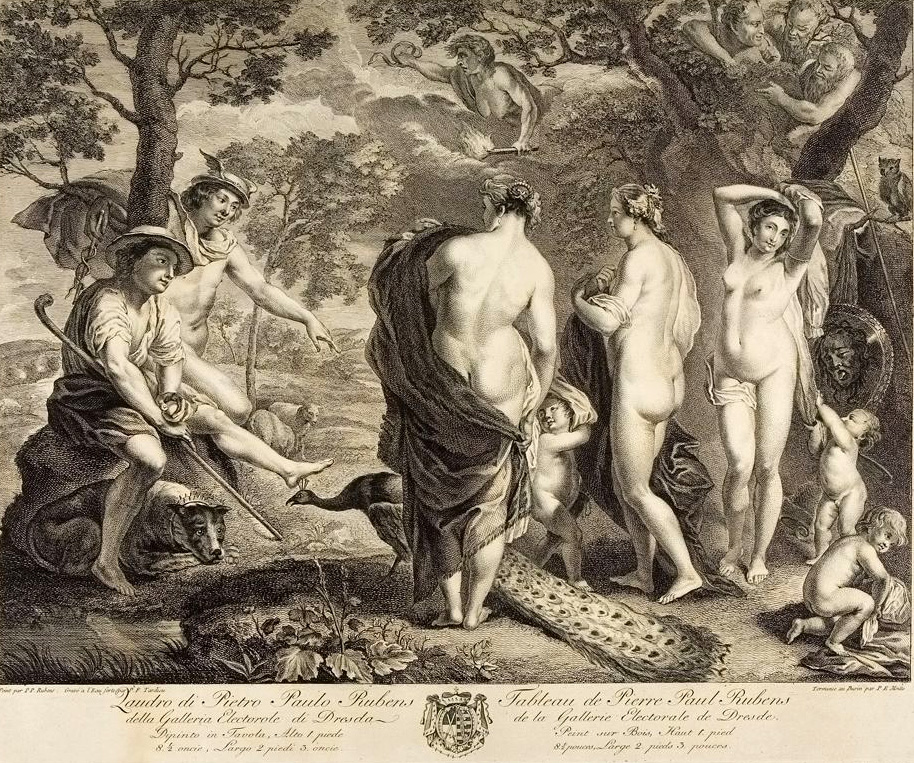
Le Jugement de Pâris, Fogg Art Museum.
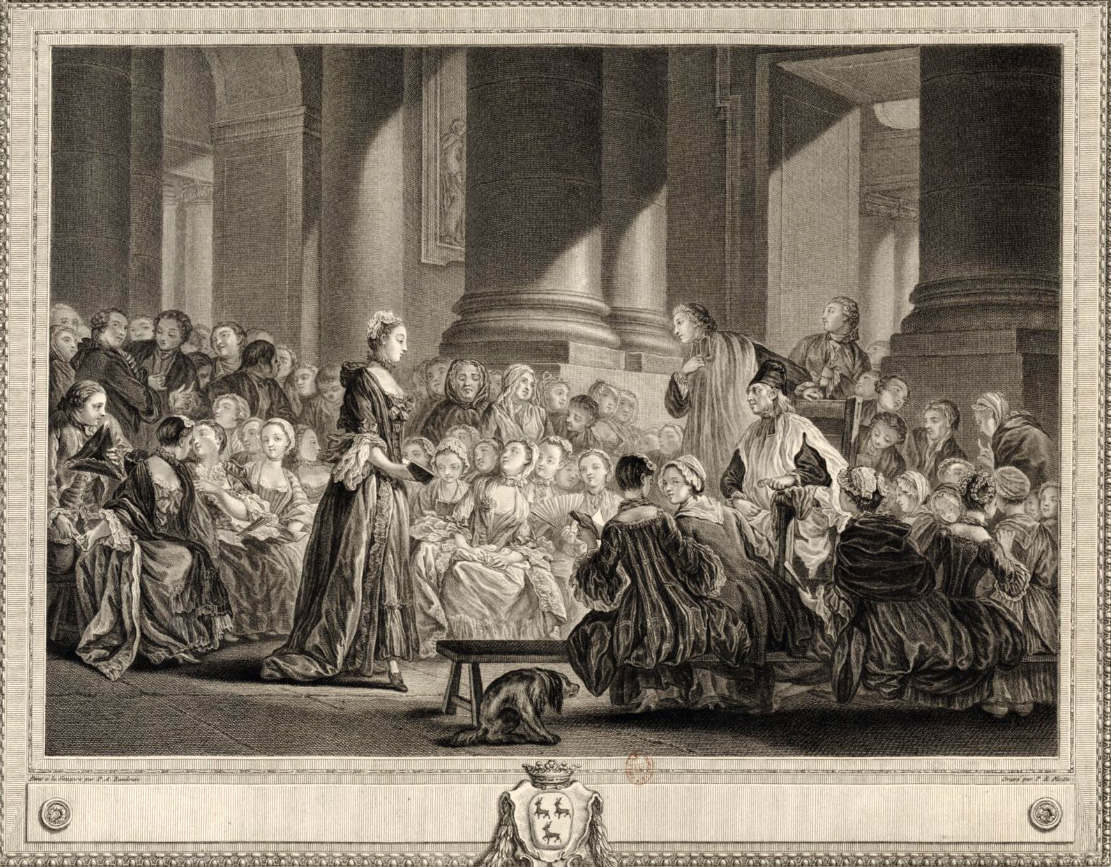
Le Catéchisme, Gallica.